# Plohophorus
Plohophorus és un gènere extint de mamífers cingulats de la família dels clamifòrids que visqueren a Sud-amèrica des del Miocè superior fins al Plistocè mitjà, fa entre 471.000 i 9 milions d'anys. Se n'han trobat restes fòssils a l'Argentina, el Brasil i l'Uruguai. L'espècie més recent d'aquest grup, P. avellaneda, també n'era el representant més gros, culminant una tendència evolutiva cap a una major grandària. Es calcula que pesava gairebé mitja tona. La taxonomia del gènere ha estat bastant incerta des que el paleontòleg argentí Florentino Ameghino el descrigué el 1887.